# Круглик (заповідне урочище)
Крýглик — заповідне урочище в Україні. Розташоване на території Плужненської сільської громади Шепетівського району Хмельницької області, на південній околиці села Плужного.
Площа 90 га. Статус надано згідно з рішенням сесії обласної ради народних депутатів від 17.12.1993 року № 3. Перебуває у віданні Плужненської сільської громади.

## Опис

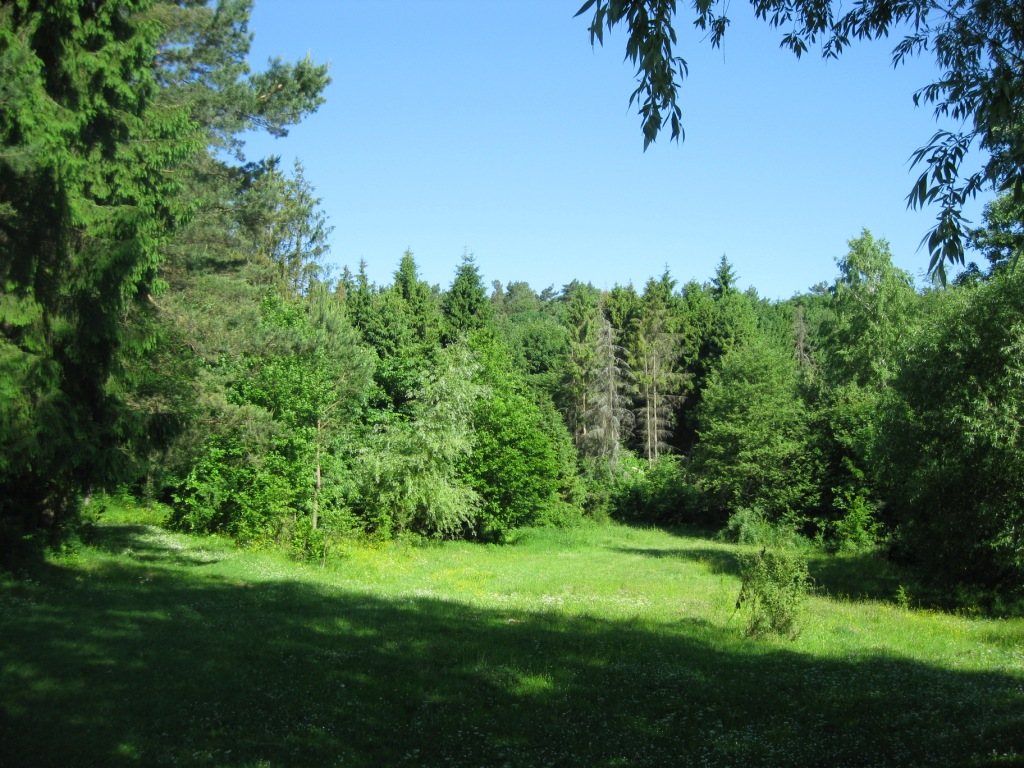
Столітні ялини

Урочище представлене лісовим масивом площею 90 га, що зростає на схилах улоговини замкненої із трьох сторін, стічного характеру, округлої форми (звідси походження назви — Круглик).
Мішаний ліс складається з дерев хвойних (сосна, ялина) і листяних порід (дуб, береза, ясен, вільха тощо).
По західній околиці урочища проходить обласний автомобільний шляху місцевого значення (О230102): Плужне — Білогір'я, на південній околиці урочища розташоване село Гаврилівка. У центральній частині, в найнижчій точці улоговини розташована штучна водойма (став), загатного характеру з однойменною назвою «Круглик».